# Partiet för frihet och framsteg (Belarus)
Partiet för frihet och framsteg (vitryska:Партыя свабоды і прагрэсу (ПСП), (ryska: Партия свободы и прогресса (ПСП) är ett belarusiskt liberalt parti.
Det politiska partiet är i opposition till president Alexander Lukashenko. Partimedlemmar kritiserar Lukashenko kraftigt.

## Historia
Partiet har sina rötter i det liberala ungdomsförbundet Civil Forum, då många av förbundets vuxit sig för gamla för att vara med i ungdomsförbundet. Partiet för frihet och framsteg bildades av Civil Forums äldre generation den 22 november 2003 som Vitrysslands första liberala parti. Vladimir Novosiad valdes till ordförande och är fortfarande partiets ledare och frontperson. Partiet har försökt registrera sig fyra gånger sedan 2003 men har inte erkänts av justitieministern eller myndigheter. År 2013 planeras en ny ansökan.
Partiet för frihet och framsteg är ett liberalt parti och ideologins principer influerar och efterföljs i alla partiets handlingar och ställningstaganden. Bland partiets främsta frågor finns införandet av en fungerande rättsstat, demokrati och marknadsekonomi. Andra viktiga frågor är separation mellan stat och kyrka,  decentralisering av den Vitryska statsmakten och miljöfrågor.
Partiet inledde år 2007 förhandlingar med ELDR och har nu status som kandidatmedlem.